# Kampfschwimmer
Kampfschwimmer (KS), letteralmente "nuotatore da combattimento", è un'unità delle forze speciali (SOF) della Deutsche Marine, la marina militare tedesca, l'equivalente dei Navy SEALs statunitensi. Essi ricevono una formazione di tipo triphibian, anfibia e paracadutista. Dal 2014 sono inquadrati nel Kommando Spezialkräfte Marine (KSM), l'equivalente per la marina del Kommando Spezialkräfte (KSK) dell'esercito.

## Storia
I Kampfschwimmer sono stati istituiti il 1º agosto 1958. L'unità Kampfschwimmer è stata attivata come forza speciale operativa nel 1964. L'unità ha più volte dimostrato la sua validità operativa nelle missioni recenti e in corso come l'missione Atalanta anti-pirateria dell'Unione europea, l'Operazione Enduring Freedom, o come parte della International Security Assistance Force (ISAF) in Afghanistan. In mare o nell'entroterra, gli specialisti del KS hanno reso un robusto, visibile (o invisibile, per quanto riguarda il nemico interessato) contributo operativo in nome della marina tedesca.

## Organizzazione
La loro formazione dura tre anni e comprende le immersioni militari (dove si impara l'uscita dai sottomarini in immersione e ad avvicinarsi segretamente ad un obiettivo su lunghe distanze); formazione ranger; corso di sopravvivenza; e la formazione paracadutista. 
Ricevono un intenso addestramento sulle demolizioni, sia per superare le barriere di accesso sia per la distruzione di obiettivi importanti. Imparano ad usare tutte le armi dell'arsenale delle forze armate tedesche, così come tante armi straniere (comprese quelle di potenziali nemici).
Ogni Kampfschwimmer finito il corso viene inviato ad un'unità dove riceve una formazione specializzata (medico, tiratore scelto, specialista di comunicazioni o specialista in demolizioni.)
Le unità principalmente addestrate sono i sommozzatori. Essi ricevono uno dei migliori addestramenti tra le forze armate tedesche (Bundeswehr) al combattimento marittimo e terrestre, pertanto sono in grado di eseguire gli ordini di guerre convenzionali e non convenzionali. Grazie all'addestramento ricevuto in ogni ambiente possono compiere ricognizioni su acqua, terra, ed aria. 
Un Kampfschimmer svolge quasi il 70 % delle missioni assegnate sulla terraferma per questo motivo riceve un addestramento particolarmente orientato al combattimento corpo a corpo. 
Ad un Kampfschwimmer vengono insegnati i lanci con il paracadute utilizzando le tecniche HALO ed HAHO da un aereo ad ala fissa, così come il fast roping, cioè la discesa veloce a corda doppia. 
Quest'unità è stata addestrata per saper eseguire gli ordini utilizzando qualsiasi mezzo dell'Arsenale delle forze armate tedesche (in caso anche cavalli e asini).